# San Fernando (Cebu)
San Fernando ist eine philippinische Stadtgemeinde in der Provinz Cebu. Sie hat 66.280 Einwohner (Zensus 1. August 2015).
Im Jahr 2005 wurde Metro Cebu um Danao City im Norden und den Stadtgemeinden San Fernando and Carcar City im Süden ausgeweitet.

## Baranggays
San Fernando ist politisch in 21 Baranggays unterteilt.
| - Balud - Balungag - Basak - Bugho - Cabatbatan - Greenhills - Lantawan - Liburon - Magsico - Poblacion North - Panadtaran | - Pitalo - San Isidro - Sangat - Poblacion South - Tabionan - Tananas - Tinubdan - Tonggo - Tubod - Ilaya |